# Philonotis schroederi
Philonotis schroederi är en bladmossart som beskrevs av Brotherus 1912. Philonotis schroederi ingår i släktet källmossor, och familjen Bartramiaceae. Inga underarter finns listade i Catalogue of Life.